# Erik Hayser
Erik Hayser  (Santiago de Querétaro, Querétaro, Mexikó, 1980. december 13. –) mexikói színész, producer, író és üzletember.

## Élete és pályafutása
Erik Hayser 1980. december 13-án született Santiago de Querétaróban. 2002-ben a TV Azteca színészképzőjében, a Centro de Formación Actoralban (CEFAC) kezdte meg tanulmányait. 2003-ban az Enamórate című sorozatban szerepelt. 2007-ben az Amíg tart az életben Danielt alakította. 2010-ben Alejandro szerepét játszotta a Las Aparicióban. 2011-ben megkapta Diego San Millán szerepét az El octavo mandamiento című sorozatban. 2011-ben sörözőt nyitott. 2012-ben kapta meg első főszerepét a Dulce Amargóban. 2014-ben újabb főszerepet kapott.  A Camelia, La Texanában Emiliot alakította.

## Filmográfia

### Televízió
| Év   | Cím                                    | Szerep                         | TV stúdió                  |
| ---- | -------------------------------------- | ------------------------------ | -------------------------- |
| 2014 | Lucia - A sors üldözöttje              | Daniel Alberto Ponce Mondragón | Telemundo - Argos          |
| 2014 | Camelia, La Texana                     | Emilio Varela / Aarón Varela   | Telemundo - Argos          |
| 2012 | Dulce amargo                           | Nicolás Fernández Leal         | Televen - Cadena Tres      |
| 2011 | El octavo mandamiento                  | Diego San Millán               | Cadena Tres - Argos        |
| 2010 | Capadocia (2. évad)                    | Andrés                         | HBO Latino America - Argos |
| 2010 | Las Aparicio                           | Alejandro López Cano           | Cadena Tres - Argos        |
| 2008 | Alma legal                             | Flavio                         | TV Azteca                  |
| 2007 | Cambio de vida                         | Renè                           | TV Azteca                  |
| 2007 | Amíg tart az élet (Mientras haya vida) | Daniel                         | TV Azteca - Argos          |
| 2004 | Ángel, las alas del amor               | Iván                           | TV Azteca                  |
| 2004 | Soñarás                                | Eric                           | TV Azteca                  |
| 2003 | Enamórate                              |                                | TV Azteca                  |

### Film
- Sin retorno, producer és író (2009)

### Színház
- El hombre perfecto
- Encuentro